# فرنتس چونگرادی
فرنتس چونگرادی (مجاری: Ferenc Csongrádi؛ زادهٔ ۲۹ مارس ۱۹۵۶) بازیکن سابق و مربی فوتبال اهل مجارستان است.
از باشگاه‌هایی که در آن بازی کرده‌است می‌توان به باشگاه فوتبال دیوری ای‌تی‌او و باشگاه فوتبال ویدتون اشاره کرد.
وی همچنین در تیم ملی فوتبال مجارستان بازی کرده‌است.